# Lesák rovný
Lesák rovný (Uleiota planata) je brouk z čeledi Silvanidae. Hojně se vyskytuje na území celé Evropy až po Kavkaz a Írán. Chybí na Sicílii a na Krétě. Lesák žije pod kůrou odumřelých listnatých stromů, nejčastěji dubů. Dorůstá velikosti 4,5 - 5,5 milimetru.